# Jüdischer Friedhof (Bobenheim-Roxheim)

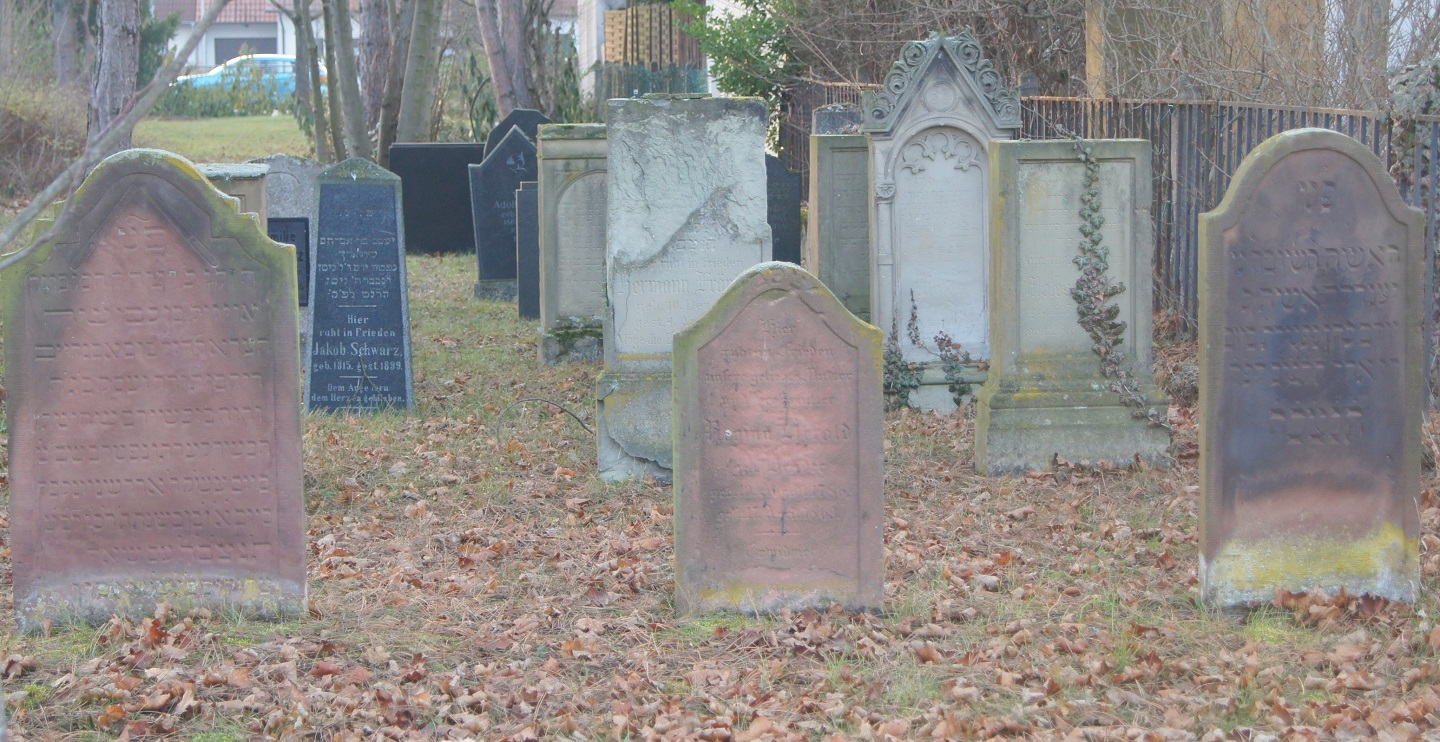
Der Friedhof in Roxheim (2018)

Der Jüdische Friedhof in Bobenheim-Roxheim, einer Ortsgemeinde im Rhein-Pfalz-Kreis in Rheinland-Pfalz, wurde um 1850 angelegt und 1903 erweitert. Der 8,20 Ar große jüdische Friedhof befindet sich etwa 100 m nördlich des kommunalen Friedhofes in der Roxheimer Straße im Ortsteil Roxheim. Der alte jüdische Friedhof von 1825 in Roxheim ist nicht mehr erhalten.

## Neuer jüdischer Friedhof
Der jüdische Friedhof wurde um 1850 angelegt und 1903 von 3,10 Ar um 5,10 Ar erweitert. 1920 und 1923 wurden die Einfriedung bzw. der Zaun ausgebessert. Die letzte Beisetzung fand 1935 statt. In der Nazi-Zeit wurden die Grabstätten geschändet und eine große Zahl der Steine entfernt, die vermutlich zum Wegebau missbraucht wurden. Heute sind noch 21 Grabsteine des 19. und 20. Jahrhunderts erhalten, die nicht mehr in der ursprünglichen Ordnung stehen. Der Friedhof steht als Kulturdenkmal unter Schutz.

## Alter jüdischer Friedhof
Der jüdische Friedhof wurde 1825 angelegt und vermutlich bald nach 1850 nicht mehr belegt. Er wurde auch von den in Bobenheim, Horchheim und Wiesoppenheim lebenden jüdischen Familien belegt. Er lag hinter dem heutigen Schulhaus und war im Grundbuch nicht eingetragen. Später wurde er als Schulhof genutzt. 1933 stellten die Nazis die Mietzahlungen an die jüdische Gemeinde ein. Es sind weder Grabsteine erhalten, noch ist die genaue Lage bekannt.